# Bitva u Portlandu
Bitva u Portlandu bylo námořní střetnutí loďstev Anglické republiky a Spojených nizozemských provincií, odehrávající se roku 1653 za první anglo-nizozemské války. Trvala od 28. února do 2. března a skončila taktickým vítězstvím anglického loďstva.

## Pozadí
První anglo-nizozemská válka propukla v roce 1652. Její součástí byly hlavně námořní boje. Anglické loďstvo se pokoušelo přerušit pro Nizozemce tolik důležitý zámořský obchod. V prosinci 1652 však bylo poraženo v bitvě u Dungenessu, což umožnilo Nizozemcům pokračovat v obchodní dopravě přes Lamanšský průliv. V únoru 1653 dostal nizozemský admirál Maarten Tromp za úkol bezpečně přepravit přes kanál konvoj 280 nizozemských obchodních lodí, vracejících se ze zámoří. Dne 28. února narazli nedaleko Portlandu na anglickou flotu čítající 70 válečných lodí pod velením generála moře Roberta Blakea, jejímž cílem bylo zastavit a zneškodnit konvoj.

## Rozmístění a síla soupeřů
Tromp měl k dispozici na 75 válečných lodích, které rozdělil podle tehdejších zásad boje do 3 eskader. Levému křídlu velel admirál Michiel de Ruyter, pravému Cornelis Evertsen starší a středu samotný Tromp (vlajková Brederode). Také anglických 75 válečných lodí bylo rozděleno na tři eskadry. Červené (vlajková HMS Triumph) velel Blake, modré (vlajková HMS Speaker) William Penn a bílé (vlajková HMS Vanguard) George Monck.

## Bitva

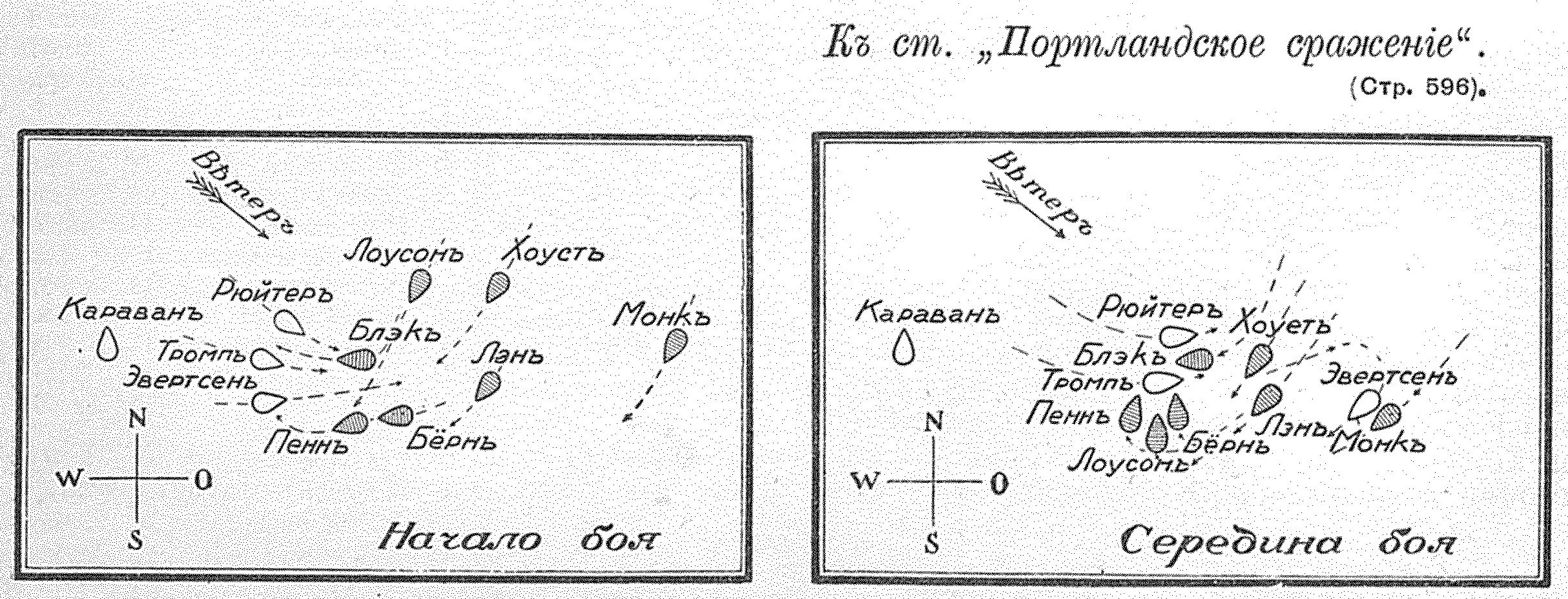
Bitva u Portlandu

Nizozemci využili lepšího větru, který jim vanul do zadoboku a zaútočili jako první. Tromp a de Ruyter napadli Blakea z obou stran, zatímco Evertsen vyzval Moncka. Z počátku měli navrch Nizozemci, ale následně se do bojů zapojil i Penn, který zaútočil na bok Trompovy eskadry. Lodě se brzy promísily a veškerá taktika se ztratila ve změti bojů vedených na blízko. Boje trvaly tři dny a obě floty se dostaly k mysu Gris Nez. Zde se Blake rozhodl ke stažení a přeskoupení svých sil. Boje nebyly obnoveny, neboť se Blake domníval, že kvůli silnému severozápadnímu větru nedokáže Tromp obeplout Gris Nez a uvízne tedy u francouzského pobřeží, kde by s ním druhý den odpočatý Blake svedl rozhodující bitvu. Jenže Trompovi se za tmy tento mys podařilo obeplout a dokázal tak uniknout.

## Výsledek
Angličanům se podařilo zničit či zajmout přes deset nizozemských válečných a 43 obchodních lodí, avšak hlavního cíle, tedy přerušení zámořského obchodu, nedosáhli. Lze tedy proto mluvit o taktickém vítězství Anglie, ale strategickém vítězství Nizozemska.